# Aqua Toruń
Aqua Toruń (potocznie Basen elanowski) – obiekt sportowo-rekreacyjny znajdujący się przy ul. Bażyńskich 9/17 w Toruniu.
Basen został wybudowany w marcu 1987 roku przez Zakład Włókien Sztucznych „Elana”. Otwarciu pływalni towarzyszył trzydniowy festyn połączony z kiermaszem książek. Basen służył pracownikom „Elany”, następnie wszystkim mieszkańcom Torunia. Został zamknięty w grudniu 2017 roku. 14 września 2018 roku miasto podpisano z firmą Erbud SA umowę na przebudowę basenu. W tym samym miesiącu rozpoczęła się kompleksowa modernizacja. Obiekt był gotowy do użytku w listopadzie 2020 roku. Otwarcie basenu zaplanowano na 6 grudnia, jednak realizację planu uniemożliwiła pandemia COVID-19. Finalnie pływalnia została otwarta 27 maja 2021 roku. W 2021 roku basen otrzymał zajął pierwsze miejsce w konkursie Obiekt Roku – edycja 2019-2020, w kategorii „Obiekt użyteczności publicznej”.
Aqua Toruń jest trzykondygnacyjnym obiektem sportowo-rekreacyjnym. Głównym basen ma wymiary 25 × 15,4 m i głębokości od 1,35 do 3,6 metra. Obok niego są dwa baseny rekreacyjne. Pierwszy o wymiarach 12 × 6 m z ruchomym dnem służy do nauki pływania, nurkowania, aqua aerobiku i aquabike’u. Drugi ma nieregularne kształty, jest wyposażony w rwącą rzekę, bicze wodne, gejzery i ławki z hydromasażem. Aqua Toruń wyposażony jest w dwie zjeżdżalnie (62- i 90-metrową). Ponadto w obiekcie mieści się brodzik dla dzieci.